# Marco Luque
Marcos Luque Martins (São Paulo, 8 de abril de 1974) é um humorista, apresentador e ex-futebolista brasileiro. Conhecido por seus personagens, atuações no teatro e pela apresentação na bancada do humorístico CQC da Band e também pelo seu próprio programa chamado de O Formigueiro. É formado em Artes Plásticas pela Fundação Armando Alvares Penteado (FAAP).
Em 2009 foi considerado pela revista Istoé Gente como um dos 25 homens mais sexys do Brasil
Em dezembro de 2010 levou o prêmio APCA na categoria humor no rádio.
Marco é casado com Jéssica Correia e tem duas filhas do seu casamento anterior: Isadora, nascida em 18 de dezembro de 2010, e Mel, nascida em 2012.

## Carreira

### Jogador de futebol
Aos 18 anos, Luque abandonou o curso de artes plásticas para se dedicar ao futebol. Sua primeira equipe como jogador foi o Esporte Clube Santo André, equipe do ABC paulista. Transferiu-se para a Espanha onde jogou pelo Club Deportivo Numancia e Rayo Vallecano, equipes então na segunda divisão da liga espanhola. Por conta da pesada e puxada vida de jogador de futebol, acabou encerrando a carreira ainda muito novo.
Luque deixou a carreira de futebolista para voltar a estudar artes e então, posteriormente, tornar-se ator. Envolvido no teatro desde a infância, partiu para o humor. Posteriormente, foi um dos apresentadores do programa "Custe o Que Custar" da Rede Bandeirantes, ao lado de nomes como Danilo Gentili, Marcelo Tas, Rafael Cortez, Rafinha Bastos e, na última temporada, Dan Stulbach.

### Ator
Fez parte do elenco da Terça Insana, onde apresentava diversos personagens, e já atuou em outros espetáculos, tais como: "Quarteto em Rir Maior", "Tudo Pela Fama", "Quando as Máquinas Param", "O Auto da Barca do Inferno", "Sextas de Comédia", "Humor aos Pedaços", "Inês" e "Improvável".
Participou do grupo "Comédia ao Cubo", dublou filmes, foi locutor, fez diversas campanhas publicitárias e participações no seriado Carga Pesada e no quadro "Álbum de Casamento" do Fantástico, ambos da Rede Globo.
Também atuou em peças do dramaturgo Plínio Marcos. Em 2009, pôde ser visto no cinema em dois trabalhos nas telas, ambos de Marcelo Galvão: Bellini e o Demônio e Rinha, onde interpreta Wilson, que é dono de uma das lutadoras de vale-tudo.
Após larga experiência nos palcos, descobriu seu talento no Stand-up Comedy, contando histórias de sua vida de uma forma inusitada. Argumenta assuntos do cotidiano com o público, e relembra histórias de alguns acontecimentos pessoais divertindo o público.
Luque já se apresentou nesse formato com o grupo "A Divina Comédia" e "Comédia ao vivo".

### Teatro
Luque desde criança já divertia os colegas e professores na escola, improvisando textos. Com o tempo foi se aperfeiçoando. Participou de diversos espetáculos, mas seu auge foi no Terça Insana onde entrou em 2006 depois de mandar o seu material com o personagem Silas Simplesmente. Foi convidado a participar por um mês, e no mês seguinte recebeu o convite para participar do elenco fixo, e permaneceu até o começo de 2009. Lá ficou conhecido com seus personagens que conquistaram o público.

### Stand-up
Após larga experiência nos palcos, Marco Luque descobriu seu talento de "Cara Limpa". Atualmente faz apresentações do tipo stand-up com o solo "Tamo Junto",  contando histórias de sua vida de uma forma inusitada. Argumenta alguns assuntos do cotidiano com o público, lembra histórias de alguns acontecimentos pessoais, proporcionando a todos uma noite realmente muito divertida e engraçada, que faz a plateia rir diante de atitudes comuns. Atraiu mais de 100 mil pessoas ao teatro, desde o começo da temporada em março de 2009, viajando pelas principais cidades do Brasil.

### Televisão
Fez uma participação especial no seriado Carga Pesada e, no Fantástico, no quadro "Álbum de Casamento", ambos da Rede Globo. Foi convidado para participar do humorístico Zorra Total da mesma emissora, em duas oportunidades, mas preferiu manter seus personagens no teatro.
Participou do Novo Telecurso, na teleaula de Artes como Marcão, que foi ao ar em 2009. Apresentou, em 2010, um programa só seu, chamado O Formigueiro. Foi um dos apresentadores do programa "Custe o Que Custar" da Rede Bandeirantes. ao lado de Dan Stulbach e Rafael Cortez. Em 2016, Luque estreou na Rede Globo, participando do Altas Horas.

### Rádio
Em 2010, fazia um quadro de comédia na Rádio Mix FM, interpretando "Jackson Five", um motoboy que fala enrolado e conta suas aventuras do dia a dia.

## Filmografia

### Televisão
| Ano           | Programa                          | Papel                                | Notas                    |
| ------------- | --------------------------------- | ------------------------------------ | ------------------------ |
| 2006          | Carga Pesada                      | Moringa                              | Participação especial    |
| 2008–15       | CQC                               | Apresentador                         |                          |
| 2010          | O Formigueiro                     | Apresentador                         |                          |
| 2016–20       | Altas Horas                       | Mustafary / Mary Help / Jackson Five |                          |
| 2016–17       | Vai que Cola                      | Pasquale / Mustafary / Silas         |                          |
| 2017–21       | Escolinha do Professor Raimundo   | Nerso da Capitinga                   | Temporada 3              |
| 2017–21       | Escolinha do Professor Raimundo   | Patropi                              | Temporada 4-6            |
| 2017–21       | Escolinha do Professor Raimundo   | Jackson Five                         | Temporada 6              |
| 2018          | Zorra                             | Mary Help                            | Episódio: "6 de outubro" |
| 2018          | Os Melhores Anos das Nossas Vidas | Apresentador                         |                          |
| 2019          | Eu, a Vó e a Boi                  | Montgomery Andrade                   |                          |
| 2021          | Zig Zag Arena                     | Comentarista                         |                          |
| 2023–presente | No Corre                          | Jackson Five                         | [ 25 ] [ 26 ]            |

### Cinema
| Ano  | Filme                       | Papel       |
| ---- | --------------------------- | ----------- |
| 2008 | Bellini e o Demônio         | Alex        |
| 2008 | Rinha                       | Wilson      |
| 2012 | Colegas                     | Simple Jack |
| 2014 | Muita Calma Nessa Hora 2    | Lucho       |
| 2018 | Talvez uma História de Amor | Otavio      |
| 2018 | O Homem Perfeito            | Rodrigo     |

### Dublagem
| Ano  | Filme                                        | Papel      |
| ---- | -------------------------------------------- | ---------- |
| 2013 | Khumba: Um Safári na África                  | Pernudo    |
| 2016 | Mortadelo & Salaminho - Missão Inacreditável | Salaminho  |
| 2016 | Cegonhas: A História que não te Contaram     | Pombo Luke |
| 2018 | O Homem das Cavernas                         | Doug       |
| 2019 | Toy Story 4                                  | Patinho    |
| 2022 | DC Liga dos Super Pets                       | Chip       |

### Internet
| Ano           | Título                 | Personagem                 | Nota                              |
| ------------- | ---------------------- | -------------------------- | --------------------------------- |
| 2010–11       | Na Roda do Esquerdinha | Esquerdinha / Jackson Five | Websérie                          |
| 2011–presente | Marco Luque            | Vários personagens         | YouTube                           |
| 2016          | Tamo Junto             | Ele mesmo                  | Peça de teatro lançada na Netflix |

## Personagens

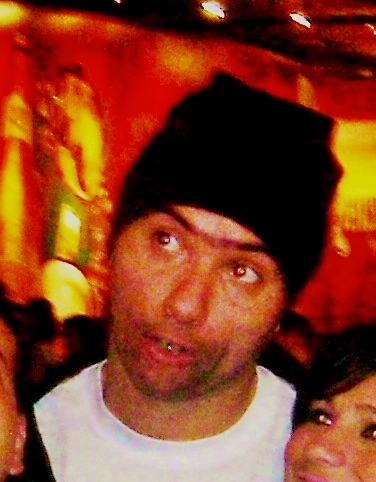
O motoboy Jackson Five

Em suas apresentações, seja no rádio ou teatro, o ator possui diversos personagens. Dentre eles, talvez o que mais ganharam destaque foram o motoboy Jackson Five, o taxista Silas Simplesmente e o hippie Mustafary.
| Personagem           | Perfil |
| -------------------- | --- |
| Jackson Five         | Motoboy paulistano que veio expor o dia-a-dia do motoqueiro com muito humor.                                                                                         |
| Silas Simplesmente   | Taxista santista que adaptou seu táxi só para levar pessoas famosas e que vive muitas situações engraçadas.                                                          |
| Mary Help            | Empregada doméstica, "terceirizada". Nasceu no Sul... Sul da Bahia.                                                                                                  |
| Pepe                 | É um carioca que fala sobre o relacionamento, que faz a mulher dele ficar irritada com suas brincadeiras de mau gosto, dando dicas de transformar todo ódio em amor. |
| Charles Charlaton    | Mágico que se ama, muito convencido. O mágico que "não" faz mágica, faz o publico dar muitas risadas.                                                                |
| Garçom               | É um garçom a fim de reivindicar pela sua classe, expondo os problemas passados nas noites de trabalho.                                                              |
| Betonera             | Monitor de acampamento. |
| Cardeal e Arco Verde | Dupla sertaneja japonesa, que recebeu a ajuda do pai para o sucesso, em que Luque interpretava junto com Guilherme Uzeda no Terça Insana.                            |
| Wellington e Cezinha | Dupla de cabeleireiros, que Luque interpretava junto com Roberto Camargo no Terça Insana]                                                                            |
| Esquerdinha          | Jogador de futebol. Faz embaixadinha, narra um gol que nunca fez e também trata de preconceito porque antigamente o negro não jogava em todos os times.              |
| Mustafary            | Hippie que vive na Bahia e prega a religião do bom viver. |
| Benê                 | É um professor de boxe muito orgulhoso do seu aluno Kleytton. |

## Prêmios e indicações
| Ano  | Prêmios                                            | Categoria                                | Trabalho     | Resultado |
| ---- | -------------------------------------------------- | ---------------------------------------- | ------------ | --------- |
| 2010 | Meus Prêmios Nick                                  | Humorista Favorito                       | CQC          | Indicado  |
| 2015 | Grande Prêmio Risadaria Smiles do Humor Brasileiro | Melhor Criador/ Intérprete de Personagem | Jackson Five | Venceu    |
| 2016 | Meus Prêmios Nick                                  | Humorista Favorito                       | Marco Luque  | Indicado  |
| 2016 | Grande Prêmio Risadaria Smiles do Humor Brasileiro | Grand Prix – votação popular             | Marco Luque  | Venceu    |
| 2017 | Prêmio Jovem Brasileiro                            | Melhor Humorista Jovem                   | Marco Luque  | Indicado  |
| 2017 | Grande Prêmio Risadaria Smiles do Humor Brasileiro | Melhor Criador de Personagem             | Marco Luque  | Venceu    |